# Montlaurès
Montlaurès est un oppidum situé à quelques kilomètres au nord-ouest de Narbonne qui a été occupé du Ve siècle av. J.-C. jusqu'au Moyen Âge. Au cours de la protohistoire, cet oppidum appartenant aux Élisyques était une place forte et commerciale installée à proximité de l'Aude. Même après l'établissement de la colonie romaine de Narbonne à partir de 118 av. J.-C., l'oppidum continue d'être intensément occupé pendant près de 70 ans avant d'être peu à peu délaissé. Les fouilles conduites sur le site de Montlaurès ont livré de nombreux objets (céramiques, monnaies, etc.) qui permettent de donner quelques éclairages sur les habitants de l'époque, appartenant à la culture ibéro-languedocienne.
Les vestiges ont été classés au titre des monuments historiques par arrêté du 16 février 1937.

## Chronologie
- Voir aussi l'oppidum de Pech Maho situé à Sigean dans l'Aude
- Voir aussi le port antique d'Empúries dans la province de Gérone en Catalogne
- Voir aussi l'Histoire de Massalia (Marseille) de sa fondation au Ve siècle
- Voir aussi la première Bataille d'Himère (480 av. J.-C.)
- Voir aussi les Guerres puniques

## Fouilles
Le site de Montlaurès a fait l'objet de fouilles depuis 1899.
- 1899-1922 H. Rouzaud et E. Pottier : tranchées, prospections
- 1936-1940 G. Claustres : sondages
- 1960-1964 P. Héléna et Joseph Giry: fouilles stratigraphiques, sondages
- 1979-1982 Y. Solier : fouilles programmées
- 1989-1995 et 1998-2002 C.-A de Chazelles : fouilles programmées